# Implon Irén
Implon Irén (álnevei: Bihari Anna, Bihari Ilona, Nagyvárad, 1927. október 9. – Nagyvárad, 2011. augusztus 5.) erdélyi magyar újságíró, szerkesztő.

## Életútja
Szülővárosában az Állami Líceumban érettségizett (1945), a Bolyai Tudományegyetemen magyar irodalom szakos tanári diplomát szerzett (1951). A Fáklya irodalmi titkára és riportere (1952–57), a Tanügyi Újság nagyváradi tudósítója (1958–60), középiskolai tanár Nagyváradon (1960–66), majd újra a Fáklya szerkesztője, 1968-tól főmunkatársa; a lap Látóhatár című művelődési rovatát vezeti több mint másfél évtizedig, irányító szerepet vállalva a város és Bihar megye szellemi életében. Írásai itt s a Bihari Napló, Tanügyi Újság, Új Élet, Utunk, Művelődés hasábjain jelentek meg. Élményanyaga a szülőföld, helytörténeti riportjai szociográfiai jellegűek és lírai hangvételűek.
Váradi tollrajzok című kötetét a nagyváradi Literator Könyvkiadó adta közre az 1990-es évek első felében. A romániai magyarok kivándorlásáról szóló Búcsúriadó című kötetét 2003-ban mutatták be. Életének utolsó éveiben legszívesebben színi kritikákat írt, igen kedvelte a színházi előadásokat és értett, azokhoz is. Ő volt a váradi újságírás nagyasszonya, a szó legnemesebb értelmében.

## Díjak, elismerések
- Életműdíj (2006)[5]